# 토마시 바우도흐
토마시 보이치에흐 바우도흐(폴란드어: Tomasz Wojciech Wałdoch, 1971년 5월 10일 ~, 그단스크)는 폴란드의 은퇴한 축구 선수이자, 포지션은 센터백이었다. 그는 지난 2002년 FIFA 월드컵에서 폴란드 대표팀의 주장으로 출전했었다.

## 경력
- 1992년 하계 올림픽 국가대표
- 2002년 FIFA 월드컵 국가대표

## 수상
보훔
- 1995-96 2. 푸스발-분데스리가 우승

 샬케 04
- 2000-01 분데스리가 준우승
- DFB-포칼 : 2000-01, 2001-02
- DFB-리가포칼 : 2001, 2002
- UEFA 인터토토컵 : 2003, 2004

 폴란드
- 1992년 하계 올림픽 은메달